# 山崎恵純
山崎 恵純（やまざき けいじゅん、嘉永7年4月1日（1854年4月27日） - 大正5年（1916年）3月24日）は、日本の法律家。京都弁護士会会長。

## 人物
1854年、現在の広島県に生まれた。1884年（明治17年）、司法省法学校（のちの東京帝国大学法学部）を卒業し、同年7月、京都地方裁判所（京都始審裁判所）判事として京都に赴任。法学教育を広めたいと1889年（明治22年）、京都法学校を創設し、自ら校長に就任した。1904年（明治37年）には京都弁護士会会長に就任し五度つとめたが、政治家を志し1907年（明治40年）の京都府議会議員選挙に当選し、1911年（明治44年）まで府議会議員として活動した。五男は読売新聞経済部長から立命館大学の教授になった山崎請純。 
京都法学校は四条寺町の大雲院内に開設され、増加する入校希望者を収容すべく規模拡大の計画があがったが、それを知った中川小十郎と校長の山崎との合意に基づき、中川が1900年（明治33年）に設立した京都法政学校（現在の立命館大学）に吸収された。

## 略歴
- 1854年（嘉永7年）4月1日 広島県に生まれる。
- 1884年（明治17年） 司法省法学校を卒業。同年7月、京都地方裁判所判事として京都に赴任。
- 1887年（明治20年） 退官し、代言人事務所を開設。
- 1904年（明治40年） 京都弁護士会会長に就任。
- 1907年（明治43年） 京都府議会議員に当選（1911年9月まで）。
- 1911年（明治44年） 弁護士を廃業する。